# DL-MARKET
DLmarket（DLマーケット）は、インターネット上のデジタルコンテンツ販売マーケットプレイス。
ディー・エル・マーケット株式会社が運営するウェブサイトであり、電子書籍や音楽、ソフトウェアなど様々なコンテンツをインターネット上で販売し、購入者はダウンロードすることで商品を受け取ることができる。
2018年11月、不正アクセスによりクレジットカード情報の一部が流出した可能性があるとしてサービスを一時停止した。
2019年3月25日、サービスの再開には相当の期間をかけシステムの抜本的な作り直しが必要であるとして再開を断念、2019年6月28日にサービスを終了することを発表した。

## 沿革
- 2006年11月 - 株式会社ブイソル（現：シーズネット株式会社）により設立。
- 2011年6月 - 不正利用の抑制機能として、PDFファイルの著作権保護機能のサービス提供開始。
- 2012年2月 - ダウンロード会員数20万人突破。
- 2014年2月 - オンデマンド製本版との同時販売のサービス提供開始。
- 2015年6月 - シーズネット株式会社が新設分割によりディー・エル・マーケット株式会社を設立。運営をディー・エル・マーケット株式会社に移譲。
- 2015年7月 - ディー・エル・マーケット株式会社の全株式を株式会社オールアバウトが取得し子会社化。
- 2016年6月 講談社コミックの配信を開始。